# La 10 Comunidad Valenciana
La 10 Comunidad Valenciana fue un canal de televisión autonómico privado que emitía en la Comunidad Valenciana, España. Pertenecía al Grupo Vocento y se integraba en la red de televisiones locales de Punto TV.
El canal fue conocido durante sus últimos tres meses de vida bajo la denominación comercial de La 10 Comunitat Valenciana formando parte de la red de televisiones autonómicas privadas de Vocento, anteriormente LP TeVa (Las Provincias Televisión Valenciana) y al principio como TeVa Televisión. 
El 17 de mayo de 2010 Las Provincias Televisión pasó a ser La 10 Comunidad Valenciana (La 10).
Tras el salto de La 10 a nivel nacional el 20 de septiembre de 2010, La 10 Comunidad Valenciana emitió durante varias semanas la misma programación que La 10, hasta que el 25 de octubre de 2010 fue sustituida por el canal Metropolitan TV, un canal generalista. Metropolitan TV también sustituyó a La 10 en los canales autonómicos de Vocento de la Comunidad de Madrid (La 10 Madrid) y Andalucía (La 10 Andalucía). Finalmente, en febrero de 2013 pasó a emitir la señal de Ehs.TV.

## Programación
Las Provincias TV emitía una programación generalista, que combinaba la producción propia de carácter local con la programación en cadena con el resto de canales de Punto TV. 
El grueso de la programación propia de Las Provincias TV eran los informativos. A las 20h30 se emitía el magazín informativo N24, que dirigía y presentaba el periodista valenciano Ángel Ramírez, dando paso a la información deportiva en Tiempo de Descuento, dirigido por Kike Mateu. En el late night se emitía Redacción de Noche, un magazine informativo presentado por José Forés.
Del resto de la programación destacaban los espacios Sicana y La Senda Oculta, ambos presentados por Chema Ferrer, y Nuestras Bandas de Música, dirigido y presentado por Octavio Hernández Bolín, que cada domingo de 13 a 14 horas daba un reflejo de la actividad de las Bandas de Música de la Comunidad Valenciana.